# Pablo Huneeus
Pablo Miguel Huneeus Cox (Santiago, 8 de abril de 1940) es un sociólogo y escritor chileno.

## Familia y estudios
Nació en Santiago, en 1940; hijo de Agustín Huneeus y la escritora Virginia Cox Balmaceda. Es sobrino de Marcela Paz, nieto de Francisco Huneeus Gana, bisnieto de Jorge Huneeus Zegers y tataranieto de Isidora Zegers. Estudió sociología en la Universidad de Chile y realizó estudios de doctorado en la Universidad de París (Sorbonne).
En 1964 se casó con Delia Vergara, con quien tuvo tres hijos: Andrea, Nicolás y Alejandro. La pareja se separó en 1973.
Además se encuentra en el registro de deudores de alimentos por no pago de pensión a 2 de sus hijos y ha sido formalizado por suplantación de identidad y, ha testificado por acusar falsamente a diputados de la UDI de estar involucrados en el caso Spiniak. y condenado a dar disculpas públicas

## Trayectoria profesional
Ha sido consultor de las Naciones Unidas en Suiza, de la Comisión Económica para América Latina (CEPAL), y profesor de la Facultad de Ciencias Físicas y Matemáticas de la Universidad de Chile. En 1976, fue uno de los fundadores del Servicio Nacional de Capacitación y Empleo (SENCE) y luego, profesor titular de la Pontificia Universidad Católica (PUC), donde dirigió el Instituto de Sociología.[cita requerida]
A menudo escribe en diarios y revistas de Chile, y artículos suyos suelen aparecer en The Economist de Londres, The Wall Street Journal de Estados Unidos y Literaturnaya Gazeta de Rusia. Por su contribución a la literatura social, la Grand Valley State University de Míchigan, Estados Unidos, le confirió en octubre de 1992 la Orden al Mérito.[cita requerida]

## Obras
- L'Expert International: Son role dans le changement social. École Pratique des Hautes Études, Sciences Économiques et Sociales, Université de Paris, 1969.
- El problema de empleo y recursos humanos. Editorial Andrés Bello, 1970.
- Chile: El costo social de la dependencia ideológica (con otros autores). Editorial del Pacífico, 1973.
- Los burócratas, un nuevo análisis del Estado. Nova Terra, Barcelona, 1974 (Sexta edición, actualizada, en prensa).
- Chile 2010: una utopía posible. (Con otros autores). E. Universitaria, 1976.
- Nuestra mentalidad económica. Nueva Generación, 1979 (10.ª edición actualizada, 2002).
- Lo comido y lo bailado. Ensayos libres sobre la vida misma. Nueva Generación, 1980. 16.ª edición, 2002).
- ¿Qué te pasó Pablo? Nueva Generación, 1981 (16.ª edición, 2006).
- La cultura huachaca, o el aporte de la televisión. Nueva Generación, 1982 (40.ª edición, nueva versión actualizada, 2009).
- Viaje a Francia. Nueva Generación, 1982 (9.ª edición 2006).
- Lo impensable, informe sobre la amenaza nuclear. Nueva Generación, 1983 (12.ª edición, actualizada, en prensa).
- Aristotelia chilensis. Nueva Generación, 1984 (4.ª edición, 1996).
- En aquel tiempo, historia de un chileno durante Allende. Nueva Generación, 1985 (12.ª edición, 2008).
- A piel viva. Nueva Generación, 1986 (2.ª edición, 1987).
- Amor en alta mar. Nueva Generación, 1987 (4.ª edición, 2000).
- El íntimo femenino, estudios sobre la mujer. Nueva Generación, 1988 (6.ª edición, 2007).
- Manual práctico de cocina. Nueva Generación, 1989 (12.ª edición, 2008).
- Andanzas por Rusia. Nueva Generación, 1994.
- Juan Pedrals, un hombre aparte. Breve historia del petróleo, Editorial Universitaria, 1996.
- Hernando de Magallanes: historia de la primera vuelta al mundo (Traducción del original de Stefan Zweig). Nueva Generación, 1996.
- A todo trapo. Homenaje a la navegación a vela. Nueva Generación, 1996.
- Jaque al rey. Ensayos de transición. Nueva Generación, 1996.
- Dichos de campo, los mejores proverbios y refranes del habla castellana. Nueva Generación, 1997 (11.ª edición aumentada, 2009).
- El Desierto en flor. Nueva Generación, 1997.
- Las Cartas de Don Pedro de Valdivia. Nueva Generación, 1998.
- Filosofía Clásica (15 lecciones). Nueva Generación, 1999 (9.ª edición aumentada, 2008).
- Patagonia Mágica, el viaje del Tata Guillermo. Nueva Generación, 1999 (5.ª edición, 2008).
- La Vida en Amarillo, estudio del empresarismo chileno. Publiguías, 2000.
- El Dedo en la llaga. Nueva Generación, 2001.
- Patagonia: Selected Writings (Antología bilingüe). Nueva Generación, 2002.
- Chiloé por hoy no más (Crónicas ecológicas). Nueva Generación, 2006.
- Versión completa de La Araucana de Alonso de Ercilla. Con biografía historiográfica del soldado poeta. Nueva Generación, 2009.
- La Extraña Historia de Mi Familia. Nueva Generación, 2013.

## Historial electoral

### Elecciones parlamentarias de 1989
- Elecciones parlamentarias de 1989, candidato a diputado por el distrito 39, (Colbún, Linares, San Javier, Villa Alegre y Yerbas Buenas)[3]

| Candidato                     | Pacto                          | Partido | Votos  | %     | Resultado |
| ----------------------------- | ------------------------------ | ------- | ------ | ----- | --------- |
| Jaime Naranjo Ortiz           | Concertación por la Democracia | ILA     | 31.420 | 37,41 | Diputado  |
| Luis Navarrete Carvacho       | Democracia y Progreso          | ILB     | 15.452 | 18,04 | Diputado  |
| Juan Hiribarren Eyheramendy   | Democracia y Progreso          | RN      | 15.178 | 18,07 |           |
| Pablo Huneeus Cox             | Concertación por la Democracia | ILA     | 15.103 | 17,98 |           |
| Oscar Nolberto Coya Maldonado | Independiente (Fuera de pacto) | IND     | 4.947  | 5,89  |           |
| Carlos Del Campo Correa       | Partido Nacional               | ILF     | 1.888  | 2,25  |           |